# Brandon Jennings
Brandon Byron Jennings (* 23. September 1989 in Compton, Kalifornien) ist ein ehemaliger US-amerikanischer Basketballspieler, der die meiste Zeit seiner Profilaufbahn in der NBA aktiv war. Bevor er 2009 in die NBA wechselte, hatte er mit seiner Entscheidung, nach der High School für den italienischen Profiverein Lottomatica Roma, statt wie erwartet in der College-Liga NCAA zu spielen, für Aufsehen gesorgt.

## Karriere

### High School und Scheitern des Wechsels in die NCAA
Nachdem Jennings für die Mannschaft seiner Heimatschule Dominguez High School in Compton aufgelaufen war, zog er zwei Jahre vor seinem Abschluss nach Virginia, um für die Mannschaft der in Basketball-Kreisen renommierten Oak Hill Academy zu spielen. Nach Ende seiner High-School-Zeit 2008 galt er unter Analysten als eines der größten Talente seines Jahrgangs. Eine 2006 in Kraft getretene Regelung erlaubte es ihm aber nicht, sich für den folgenden NBA-Draft anzumelden. 
Jennings hatte bereits der University of Arizona seine Zusage gemacht, um dort College-Basketball zu spielen, erzielte jedoch beim SAT nicht genug Punkte. Als er den Test ein zweites Mal absolvierte, erreichte er die erforderliche Punktzahl, den Prüfern erschien der Leistungssprung aber im Vergleich zum ersten Test verdächtig. Daraufhin absolvierte Jennings den Test ein drittes Mal. Dessen Ergebnis wartete er jedoch nicht ab, sondern entschied sich für einen Wechsel zum Euroleague-Teilnehmer Lottomatica Roma. Eine bedeutende Rolle spielte dabei Sonny Vaccaro, Vermittler im Auftrag des Sportartikelherstellers Under Armour, dem Jennings als Werbeträger beim Markteintritt in Europa dienen sollte.

### Zwischenjahr in Rom (2008–2009)
Dort erhielt Jennings, den Werbevertrag mit Under Armour einberechnet, ein Jahresgehalt von etwa 1,2 Millionen US-Dollar, während er auf dem College kein Geld hätte verdienen dürfen. Als Vorbereitung auf eine NBA-Karriere statt aufs College nach Europa zu wechseln war ein bis dahin einmaliger Schritt, weshalb Analysten erwarteten, dass es von seinem Erfolg abhängen würde, ob weitere High-School-Absolventen seinem Beispiel folgen würden.
Jennings tat sich jedoch schwer mit seiner Rolle in Rom. Seine Schnelligkeit kam kaum zum Tragen, und aufgrund seiner mangelnden Erfahrung erhielt er deutlich weniger Spielzeit, als es auf dem College der Fall gewesen wäre. Zudem spielte seine Mannschaft wenig konstant, und der nach einem Drittel der Saison zum Cheftrainer beförderte Ferdinando Gentile (er ersetzte Jasmin Repeša) setzte Jennings in den letzten Spielen der regulären Saison in der Serie A kaum noch ein. In den Play-offs musste Jennings komplett zuschauen, da dort nur eine begrenzte Zahl von Ausländern im Kader stehen durfte und der Verein gerade den Slowenen Jurica Golemac verpflichtet hatte.

### Milwaukee Bucks (2009–2013)

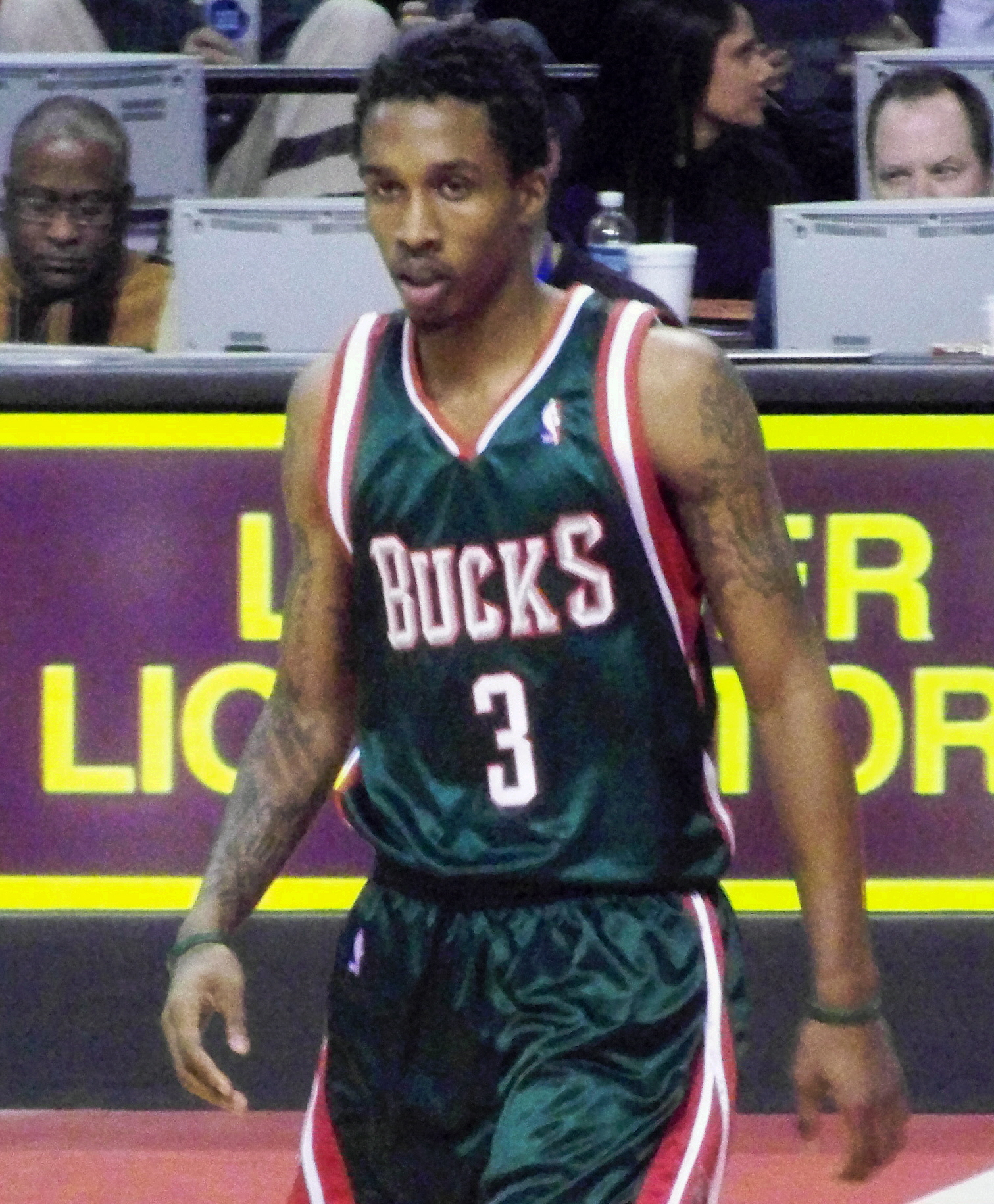
Jennings bei den Milwaukee Bucks, 2009

Im NBA-Draft 2009 wurde Jennings von den Milwaukee Bucks an 10. Stelle ausgewählt. Schnell zeigte sich, dass er trotz der Schwierigkeiten von seiner Zeit in Rom profitiert hatte. So hatte er insbesondere seinen Sprungwurf trainieren müssen, nachdem seine Trefferquoten für Lottomatica hinter den Erwartungen zurückgeblieben waren. Gleich in seinem ersten NBA-Spiel war er nur je einen Rebound und Assist von einem triple-double entfernt. 
In seinem siebten Spiel erzielte er 55 Punkte, nur drei Punkte weniger als der Ligarekord für Rookies. Damit löste er allerdings LeBron James als jüngsten Spieler ab, der mehr als 50 Punkte in einem NBA-Spiel erzielt hatte. Im weiteren Verlauf der Saison konnte er an diesen furiosen Start zwar nicht mehr ganz anknüpfen, erreichte mit den Bucks aber überraschend die Playoffs und wurde ins NBA All-Rookie First Team gewählt. Diese verpasste er jedoch in den beiden Folgejahren. Erst 2013, als Jennings an der Seite von Monta Ellis spielte, gehörten die Bucks wieder zu den besten acht Mannschaften der Eastern Conference. In der ersten Playoff-Runde schieden sie gegen den späteren NBA-Meister Miami Heat aus.

### Detroit Pistons (2013–2016)
Nachdem sein Vertrag mit den Bucks ausgelaufen war, wurde Jennings 2013 in einem Sign and trade deal im Tausch für Brandon Knight, Khris Middleton und Wjatscheslaw Krawtsow an die Detroit Pistons transferiert. Im Januar 2015 zog er sich einen Achillessehnenriss zu, weswegen er für den Rest der Saison ausfiel. Nur wenige Tage zuvor war ihm als erstem NBA-Spieler seit mehr als fünf Jahren ein Spiel mit jeweils mehr als 20 Punkten und Assists gelungen.

### Orlando Magic (2016)
Am 16. Februar 2016 wurde Jennings gemeinsam mit Ersan Ilyasova für Tobias Harris an die Orlando Magic abgegeben.

### New York Knicks, Washington Wizards, China und G-League (2016–2018)
Am 8. Juli 2016 unterschrieb Jennings bei den New York Knicks. Er konnte bei den Knicks nicht überzeugen und wurde nach einem halben Jahr entlassen. Kurz darauf nahmen ihn die Washington Wizards unter Vertrag. Auch bei den Bucks konnte Jennings nicht mehr an erfolgreiche Zeiten anknüpfen und erzielte in 23 Spielen 3,5 Punkte bei schwachen 27 % Trefferquote. Im Sommer schloss er sich daraufhin dem chinesischen Basketballklub Shanxi Brave Dragons an. In 13 Spielen erzielte er 27,8 Punkte und 6,8 Assists pro Spiel, ehe er entlassen wurde. Daraufhin unterzeichnete er im Februar 2018 einen Vertrag mit den Wisconsin Herd, einem Farmteam der Milwaukee Bucks in der unterklassigen G-League.

### Milwaukee Bucks (2018)
Die Bucks nahmen Jennings im März 2018 mit einem 10-Tagesvertrag unter Vertrag. Damit kehrte Jennings zu jenem Team zurück, wo er seine Karriere begonnen hatte. In seinem ersten Spiel für die Bucks, gelangen Jennings beim 121:103-Sieg über die Memphis Grizzlies, 16 Punkte und 12 Assists.